# NGC 6027e
NGC 6027e est une queue de marée issue de NGC 6027 sous l'effet des forces de marée galactique engendrées par les interactions gravitationnelles au sein du Sextette de Seyfert. Il ne s'agit donc pas d'une galaxie, bien que sa masse importante l'ait faite identifier comme sixième membre du « sextette » de Seyfert.

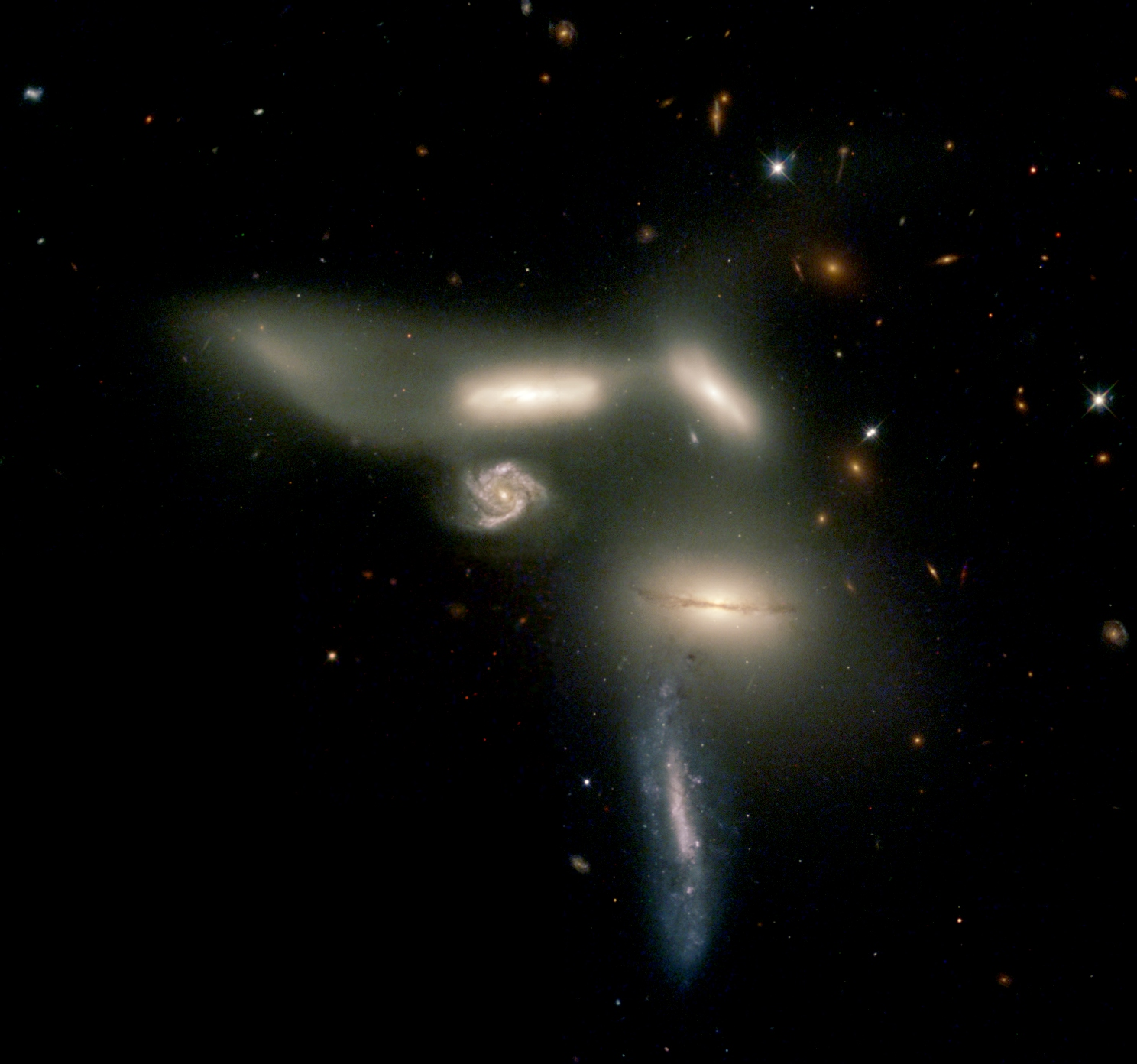
Le Sextette de Seyfert vu par le télescope spatial Hubble.